# Kunming Changshui International Airport
Kunming Changshui International Airport är en flygplats i Kina. Den ligger i provinsen Yunnan, i den sydvästra delen av landet, omkring 27 kilometer öster om provinshuvudstaden Kunming.
Runt Kunming Changshui International Airport är det tätbefolkat, med 319 invånare per kvadratkilometer. Närmaste större samhälle är Tangchijie, 18,2 km sydost om Kunming Changshui International Airport. Trakten runt Kunming Changshui International Airport består i huvudsak av gräsmarker.
Genomsnittlig årsnederbörd är 886 millimeter. Den regnigaste månaden är juni, med i genomsnitt 181 mm nederbörd, och den torraste är januari, med 10 mm nederbörd.